# Hôtel de ville de Visé
L’hôtel de ville de Visé fut construit au début du XVIIe siècle (1611-1612) dans le style mosan. Cet édifice subit quelques restaurations et reconstructions au fil des siècles, tout en parvenant à maintenir son style initial.

## Histoire
Au milieu du XVIe siècle, la ville de Visé avait décidé de faire construire un hôtel de ville. Le projet fut lancé en 1574 après avoir reçu l’autorisation du prince-évêque Gérard de Groesbeek. La ville commença à acquérir divers bâtiments en vue d’y faire construire l’hôtel de ville. Celui-ci se positionnerait en lieu et place de l’ancienne maison du perron dans la rue des Récollets. C’était un endroit stratégique car il se trouvait alors au centre de la ville sur une petite élévation. Mais des problèmes de fonds retardèrent la construction jusqu’en 1611 : le projet était trop ambitieux et coûteux pour la petite ville. Les travaux commencèrent sous la coordination des supposés maitres-maçons Mathieu Dozin et Herman Borlez et sous la direction des bourgmestres de l’époque, Frambach de la Haye et Denis de Maretz. L’édifice eut quelques difficultés de financement pendant sa construction. En effet les bourgmestres de l’époque durent emprunter énormément et investir de leur propre poche. Ils furent contraints de s’adresser au prince-évêque pour obtenir des fonds supplémentaires. Finalement, le gros-œuvre fut achevé en 1612. L’édifice s’inscrivait dans le style mosan dont la particularité était le clocher bulbeux qui fit et fait encore la caractéristique de la ville de Visé. L’hôtel de ville fut donc achevé en 1612, cependant cette date n’est qu’hypothétique.
Principalement composé de brique, calcaire et tuffeau, cet édifice est construit dans le plus pur style mosan. À cette époque, l’emploi de la pierre était très répandu du fait de l’approvisionnement local abondant et varié; le tuffeau était très prisé quant à lui pour sa capacité à garder la chaleur en hiver et la fraîcheur en été, il remplaça donc facilement le torchis. De plus, les marchands de Visé faisaient du trafic de tuffeau permettant un approvisionnement idéal. L’utilisation de la brique était généralisé surtout au XVIIIe siècle en remplacement des parois d’argile. Seuls les bourgeois pouvaient se permettre de construire en partie ou entièrement le bâtiment en brique, car jusqu’au XVIe siècle les briques étaient importées. Pour le toit, l’utilisation du chaume était généralisé jusqu’au début du XVIIe siècle surtout à cause de son faible coût et de sa facilité d’utilisation. Mais les risques d’incendie poussèrent la ville de Visé à recouvrir la toiture de l’édifice d’ardoises.
Au cours du XVIIIe siècle, le monument eut besoin de réparations importantes et des travaux de restauration furent entrepris. En effet, en 1731 la tour de l’hôtel de ville menaçait de tomber et la ville prit la décision de la réparer en couvrant le toit de plomb ou d’ardoises. D’autres modifications furent apportées, notamment des transformations intérieures. Le bâtiment fut particulièrement défiguré par ces réparations mais la Commission royale des monuments et des sites décida de le classer au début du XXe siècle.
À l’époque, l’hôtel de ville était flanqué de maisons de part et d’autre, ne laissant voir que deux façades, celle donnant sur la rue et celle arrière. Cependant, une rue fut aménagée le long de la façade sud, rejoignant la rue le long du fleuve. Paul Jaspar, l’architecte désigné lors de la reconstruction, avait dans l’idée de dégager complètement cette façade sud en aménageant une place pour donner au monument un aspect plus imposant. La Première Guerre mondiale fut la période la plus catastrophique pour le bâtiment puisqu’il fut entièrement détruit tout comme le reste de la ville. Un comité consultatif se mit en place reprenant la Commission royale des monuments et des sites, l’Union des villes et communes belges et l’Association des architectes de Liège. L’état déplorable du bâtiment avant sa destruction motiva le comité et notamment la Commission à vouloir une reconstruction dans le style  d’avant le XIXe siècle. En 1921, Paul Jaspar présente le projet de reconstruction qui apparaît comme monumental, car les quatre murs en façade qui restaient de la guerre s’étaient écroulés. La ville de Visé s’étant agrandie, l’hôtel de ville était devenu trop petit; Paul Jaspar avait prévu d’augmenter sa volumétrie en annexant la maison voisine.
Depuis 1925, l’hôtel de ville se compose de trois parties. En façade, seuls deux bâtiments présentent le même style architectural datant du XVIIe siècle, l’autre s’inscrivant plutôt dans le XVIIIe siècle. Par contre, les trois façades arrière s’harmonisent dans un style mosan. S’efforçant de rester fidèle à l’architecture de l’époque, Paul Jaspar reprit les mêmes matériaux. Avant la guerre, l’hôtel de ville se situait au milieu d’une rue avec des maisons de part et d’autre. Les maisons situées au sud du bâtiment, détruites pendant la guerre, n’ont pas été reconstruites et une place y a été aménagée, ce qui permet de dégager le monument et de lui conférer une certaine monumentalité.

## Description
Au XVIe siècle, l’hôtel de ville est de plan rectangulaire et s’élève sur trois niveaux à trois travées. Le tout est surmonté d’un toit au clocher bulbeux qui culmine à 34 m. Le premier niveau est en calcaire et à certains endroits en remploi. Les deux autres niveaux sont en tuffeau et briques rouges. Chaque niveau supérieur est percé de baies à croisées en bois. Elles sont composées de quatre ou six compartiments et garnies de petits carreaux verdâtres. Les montants des baies sont en tuffeau tout comme les angles des murs qui se poursuivent sur le deuxième et troisième niveau Le tuffeau est utilisé à la place du pan de bois et le remplissage en brique est préféré à celui en torchis ou clayonnage pour éviter les risques d’incendie.
La façade côté rue s’élève sur trois niveaux, le premier niveau est percé de quatre baies à simple meneau qui se trouvent de part et d’autre de la porte principale. La façade est ouverte par une galerie en calcaire composée de trois arcades plein cintre. Dans chaque écoinçon se trouvent les armoiries des deux bourgmestres en place lors de la construction de l’hôtel de ville; qui sont Frambach de la Haye et Denis de Maretz. Au troisième niveau se trouve un bandeau supplémentaire en ornement et interrompu sous les baies par deux niches  en tuffeau qui abritaient à l’époque sainte Anne et saint Martin, patron de la ville et de la collégiale. La façade arrière ne présente que les deuxième et troisième niveaux, le premier étant caché par une série de maisons accolées. Contrairement à la façade avant, celle-ci se compose de deux travées percées de baies a croisées. Entre ces travées se trouvent de petites baies, décentrées vers la gauche. Le toit, à quatre pans, se caractérise par une pente raide et une corniche saillante. Ce toit est percé de lucarnes et muni d’une horloge qui se place devant la lucarne la plus élevée située sur la pente côté rue. Le toit est terminé par un bulbe polygonal, typique du style mosan, abritant un carillon à quinze cloches. Le toit était fait en chaume probablement puis il fut remplacé par des ardoises.
L’hôtel de ville était construit sur des caves et s’élevait sur trois niveaux, s’achevant par un toit à charpentes. Les caves étaient humides et l’une d’elles servait de prison. Le rez-de-chaussée se composait de quatre pièces; le hall abritait l’escalier et deux cachots, contre le mur mitoyen deux autres locaux étaient destinés aux services de police et aux services de la population. Au premier étage se trouvait un petit hall, la salle du conseil et le cabinet du bourgmestre. Au deuxième étage se trouvaient un petit couloir et une pièce. L’utilisation de ces pièces n’est pas mentionnée. Pour accéder aux étages, un escalier en colimaçon donnait dans le hall d’entrée, le hall du premier étage et le couloir du second.

## Style
L’hôtel de ville de Visé s’inscrit dans le style mosan, aussi appelé Renaissance mosane. Ce style se caractérise par l’utilisation de calcaire de Meuse, de tuffeau et de la brique rouge; il est fortement influencé par l’architecture en pan de bois qui se manifeste au XVIe siècle et qui se remarque dans la structure des façades.
L’architecture mosane se caractérise dans cet édifice par des groupes de fenêtres à meneaux et à croisées. Le matériau utilisé est la pierre ce qui permet d’agrandir les baies qui sont alors divisées en deux ouvertures par un meneau ou en quatre ouvertures par une croisée centrale. Dans les galeries ou les arcades, l’arc brisé est remplacé par l’arc en plein cintre. Le tuffeau utilisé dans les angles et des baies est typique du style mosan rendant l’angle plus résistant; de plus il est souvent en calcaire et a pour but esthétique de souligner les formes et la beauté de l’édifice. Ce chaînage est généralement en tuffeau d’un ton jaunâtre, avec l’utilisation du gris du calcaire et du rouge de la brique, ces couleurs offrent un contraste des matériaux mettant en valeur l’architecture du bâtiment. La caractéristique la plus représentative est sans doute le sommet bulbeux et assez massif de la toiture qui conférait un semblant de légèreté à l’ensemble de l’édifice.